# Tugay Bey
Tugay Bey (Toğay bey in tataro di Crimea, Tuhaj-bej in polacco, Тугай-бей in cirillico; ... – giugno 1651) è stato un militare ucraino. Servì sotto İslâm III Giray, Khan del Khanato di Crimea, e fu uno dei suoi più fedeli generali.

## Biografia
Tugay discendeva dagli Argyn, una nobile famiglia della Crimea. Il "Bey" nel suo nome è un suo titolo probabilmente ricevuto dopo essere diventato il sanjaq di Perekop, un'importante posizione nel Khanato in quanto l'Istmo di Perekop, il cuore della penisola, era cruciale per la sua difesa. Tugay divenne Bey tra il 1642 e il 1644, e gli fu affidato, per mano dello stesso Khan, la guida della grande spedizione tatara contro i polacchi. Tugay Bey fu però intercettato dall'etmano Stanisław Koniecpolski e fu sconfitto nella battaglia di Ochmatów, nei pressi dell'Ucraina.
Nel 1648, Tugay partì alla riscossa per aiutare Bohdan Chmel'nyc'kyj nella sua insurrezione contro la confederazione polacco-lituana. Prese parte a molte importanti battaglie, fino a quella di Berestečko, dove perse la vita.

## Nella cultura di massa
Togay Bey appare nel romanzo Col ferro e col fuoco, e nella sua trasposizione cinematografica del 1999 è interpretato da Daniel Olbrychski.